# Momentul muzical
Momentul muzical semnat de compozitorul român Nicolae Kirculescu este scris pentru pian și orchestră și a fost publicat în 1950. Prima audiție a piesei în 1965 este legată de adaptarea unui fragment din finalul lucrării la genericul emisiunii televizate „Teleenciclopedia” (TVR), care își face debutul în același an. Înregistrarea din 1965, rămasă emblemă a emisiunii, aparține Orchestrei Radiodifuziunii Române, condusă de Iosif Conta; solist la pian este Dan Grigore, pe atunci student.
Probabil pornind de la etichetarea eronată a piesei pe discul Electrecord Așa începe dragostea (conținând cele mai cunoscute compoziții de Kirculescu), Momentul muzical este adeseori menționat (greșit) ca parte a celor Patru studii de concert, o altă lucrare a compozitorului, de data aceasta pentru pian solo. Alteori, Momentul muzical este poreclit „Plutașul de pe Bistrița”.

## Compoziția
Forma lucrării se constituie într-un dialog de mari proporții între orchestră și instrumentul solist, desfășurat schematic astfel: A-B1-C-B2. „A” și „C” sunt conduse de orchestră, în vreme ce momentele notate cu „B” sunt acordate solistului, acompaniat de orchestră. (Înregistrarea pentru „Teleenciclopedia” cuprinde numai secțiunea „B2”.)
În plan armonic și melodic, partitura se remarcă prin abundența de modulații intermediare (scriitură de tip romantic), pasaje cromatice, contrastul între porțiuni melodice construite exclusiv din salturi și mers treptat. În memoria publicului a rămas fraza de introducere a secțiunii conduse de pian, construită pe o mișcare de acorduri mai puțin obișnuită (Re major - Mi{\displaystyle \flat } major cu sextă mare adăugată ca întârziere a cvintei, ceea ce obligă adoptarea variantei melodice a majorului; cifrajul corespunzător este I-II6-5 în Re major, cu al doilea acord drept sextă napolitană).
Dacă interpretarea respectă indicațiile de tempo din partitură, durata totală a piesei este de aproximativ 7 minute.

## Instrumentație
Partitura este destinată unei orchestre de 40-50 de instrumentiști, cărora se adaugă solistul la pian. Sunt notate:
- Instrument solist: pian
- lemne: 2 flaute, 2 oboaie, 2 clarinete, 2 fagoturi
- alămuri: 3 corni francezi, 3 trompete, 3 tromboane
- percuții: timpani, gran cassa, piatto, charleston
- Instrument cu coarde: chitară și cvintet de coarde (vioara întâi, vioara a doua, violă, violoncel și contrabas)

## Alte interpretări
- Emisiunea televizată „Teleenciclopedia”, prin care a fost făcută cunoscută piesa publicului telespectator, a folosit pentru mulți ani un fragment din înregistrarea lucrării ca generic. Din anii 1990, fragmentul respectiv a fost reorchestrat în mai multe rânduri pentru instrumente electronice, sesizabilă fiind încredințarea partiturii pianului mai multor timbre electronice, care își fac apariția în mod succesiv.
- Orchestra clarinetistului Mieluță Bibescu a înregistrat o versiune scurtă a piesei, intitulată Teleenciclopedia. Este preluată tema din soloul de pian, enunțată, după care se improvizează într-un stil hibrid, numit jazz țigănesc (astfel, peste țiiturile de țambal specifice muzicii lăutărești se suprapun armonii și melisme jazzistice).
- Costel Ciofu, interpret rom de muzică de manele, a lansat o adaptare cu versuri a fragmentului mai cunoscut din piesă, tot sub numele de Teleenciclopedia. Astfel, linia melodică a pianului (din orchestrația originară) este încredințată vocii, iar versuri sunt scrise după tiparul prosodic impus de frazele melodiei (procedeul este foarte răspândit în cazul standardelor de jazz – genul vocalese –, dar experimentat anterior și în cazul manelelor).

#### Cărți
- Popescu, Mihai (1979). Repertoriul general al creației muzicale românești, vol. 1, Editura Muzicală, București

#### Partituri
- Kirculescu, Nicolae (1949). Patru studii de concert pentru pian, Editura de Stat, București

## Discografie
- Kirculescu, Nicolae. Așa începe dragostea Arhivat în 25 iulie 2011, la Wayback Machine., Electrecord EDC 553